# 列涅努忒

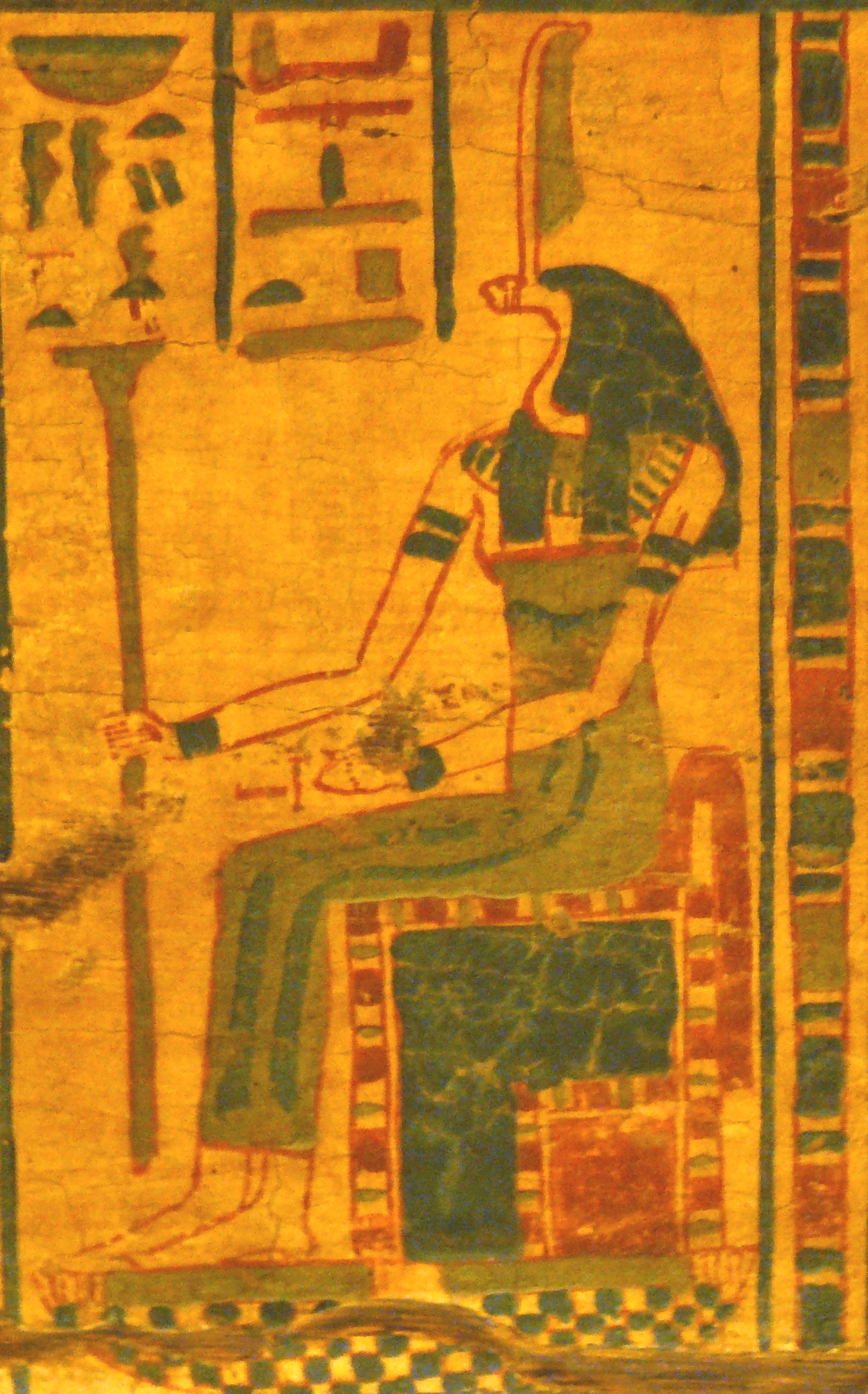
列涅努忒特

列涅努忒特（Renenutet），另音译为Ernutet或列涅努忒（Renenet），是古埃及宗教中的食物和收获女神。 收获的重要性使得人们在收获季制作了很多提供给列涅努忒的贡品。最初，对她的崇拜集中在Terenuthis。在艺术上，列涅努忒特被想像为一条眼镜蛇，或是头上带一条眼镜蛇的女人。
有时，她被当作食物女神，列涅努忒特被认为有一位丈夫-象征着尼罗河的索贝克（Sobek），每年泛滥的洪水所带来的肥沃淤泥使尼罗河地区五谷丰登。
更多情况下，列涅努忒特被看作是涅赫勃考（Nehebkau）的母亲，他偶尔也表现为一条蛇。有时考虑到她是涅赫勃考的母亲，因而，将大地之神盖勃（Geb）视为她的丈夫。
后来，对这位蛇女神的崇拜遍及到整个下埃及，列涅努忒特被越来越多地与另一位蛇女神瓦吉特（Wadjet）-下埃及强大的保护神（表现为一条眼镜蛇）联系在一起。最终，列涅努忒特被认定为是“瓦吉特”的另一种形式，据说它的目光可杀死敌人。 

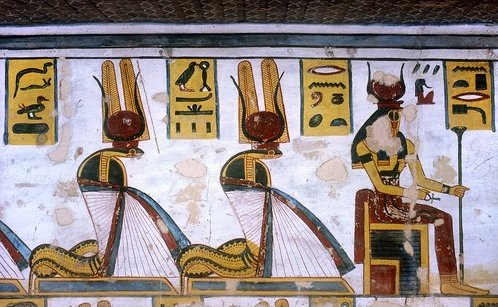
星星图案；眼镜蛇形象的涅佩尔、列涅努忒特和胡 (埃及神話)。

瓦吉特是法老王冠上的眼镜蛇。

## 圣歌
列涅努忒特的圣歌唱道:  
我将使尼罗河为你泛滥,
整个土地上将不会有缺乏和枯竭之年,
所以庄稼将繁荣茂盛, 果实会压弯枝头.
埃及的大地将被再次唤醒,
陆地闪耀着神奇的光辉,
财富与福祉将伴随着他们,
一如从前曾经发生的一样.

## 脚注
1. ↑  《世界神话辞典》，列涅努忒，第269页，辽宁人民出版社，1989年
2. ↑  平奇, 杰拉尔丁. . 纽约: 牛津大学出版. 2003年. ISBN 0195170245.